# وزارة الهجرة والمهجرين (العراق)
وزارة الهجرة والمهجرين هي وزارة عراقية، يمثلها وزير الهجرة والمهجرين أو من يخوله، تأسست عام 2009، كانت عبارة عن هيئة تسمى هيئة المرحلين والنازحين، تهدف إلى رعاية النازحين داخل وخارج العراق والمرحلين والعائدين، والمهجرين الذين اسقطت عنهم الجنسية بموجب القرار (666) لسنة 1980، واللاجئين العراقيين واللاجئين الفلسطينين الذين اجبروا على ترك وطنهم منذ عام 1948.

## تشكيلات الوزارة
تتكون الوزارة من التشكيلات الآتية:
1. مكتب المفتش العام.
2. دائرة شؤون الهجرة.
3. دائرة شؤون الفروع.
4. الدائرة الإدارية والمالية.
5. الدائرة القانونية.
6. دائرة التخطيط والمتابعة.
7. دائرة المعلومات والبحوث.
8. قسم التدقيق والرقابة الداخلية.
9. مكتب الوزير.
10. المكتب الإعلامي.